# Гілад
Гілад (рум. Ghilad) — село у повіті Тіміш в Румунії. Входить до складу комуни Гілад.
Село розташоване на відстані 406 км на захід від Бухареста, 33 км на південь від Тімішоари.

## Населення
За даними перепису населення 2002 року у селі проживали 1794 особи.
Національний склад населення села:
| Національність | Кількість осіб | Відсоток |
| -------------- | -------------- | -------- |
| румуни         | 1311           | 73,1%    |
| угорці         | 200            | 11,1%    |
| цигани         | 186            | 10,4%    |
| німці          | 52             | 2,9%     |
| українці       | 28             | 1,6%     |
| серби          | 13             | 0,7%     |

Рідною мовою назвали:
| Мова       | Кількість осіб | Відсоток |
| ---------- | -------------- | -------- |
| румунська  | 1325           | 73,9%    |
| циганська  | 188            | 10,5%    |
| угорська   | 186            | 10,4%    |
| німецька   | 51             | 2,8%     |
| українська | 31             | 1,7%     |
| сербська   | 10             | 0,6%     |